# Myerslopia triregia
Myerslopia triregia är en insektsart som beskrevs av Knight 1973. Myerslopia triregia ingår i släktet Myerslopia och familjen Myerslopiidae. Inga underarter finns listade i Catalogue of Life.